# Nymphalis basi-obscura
Nymphalis basi-obscura är en fjärilsart som beskrevs av Reuss 1911. Nymphalis basi-obscura ingår i släktet Nymphalis och familjen praktfjärilar. Inga underarter finns listade i Catalogue of Life.